# 七點半新聞報道
《七點半新聞報道》是香港電視廣播有限公司新聞及資訊部製作的新聞節目，每日傍晚19:30於明珠台播出。報道內容與翡翠台《六點半新聞報道》相似，但也有不同的新聞內容，包括更多國際新聞、外國趣聞及更長的體育環節。
新聞播放完畢後，於廣告後有一節《天氣報告》，然後再播《財經消息》（逢港股交易日）。
香港其他免費電視台的傍晚英語新聞節目有ViuTVsix的《ViuTV News》和有線寬頻開電視HOY國際財經台的有線新聞（Cable News）。

## 名稱
「七點半新聞報導」的名稱其實早在1967年無綫電視啟播時已出現，當時為中文版本，其後於1976年因為《翡翠劇場》首播而改為18:30播放，並改名為《六點半新聞報道》至今。而當時的明珠台的新聞名稱曾多次更改，在1978年4月3日至1987年3月6日的名稱為《七點新聞報道》（《NEWS AT 7/NEWS AT SEVEN》），1987年3月7日至1988年11月30日改為《七點半新聞報道》（《NEWS AT 7:30》），1988年12月1日至1990年9月30日改為《九點新聞報道》（《NEWS AT 9》），1993年5月31日至1995年9月17日改為《八點新聞報道》（《NEWS AT 8》），1995年9月18日起再次改回《七點半新聞報道》並維持至今。

## 外部連結
- 無綫電視官方網頁 - 七點半新聞報道（页面存档备份，存于）
- myTV《七點半新聞報道》重溫[永久]
- 無綫新聞網站-《七點半新聞報道》重溫（页面存档备份，存于）